# Stratégiai manőverezés
A stratégiai manőverezés  a dialektikai és retorikai megközelítés közötti szakadékot hidalja át a vita elemzése során. A stratégiai manőverezés egyes lépéseinél ugyanis a felek retorikai célja attól függ, hogy mi a dialektikai cél. A vitázó a kialakított stratégiája segítségével a vitában tudatosan használja a témakör adta lehetőségeket, kielégíti a hallgatóság igényeit, illetve bemutatja az állításait alátámasztó bizonyítékokat.

## Stratégiatípusok
A stratégia azoknak a módszereknek a megtervezése, melyek segítik a vitázót a rendelkezésére álló lehetőségek előnyös felhasználásában, valamint abban, hogy eredményesen befolyásoljon egy dialektikus álláspontot. Különböző stratégiák léteznek, melyek a vita szakaszaihoz köthetőek: 
- specifikus konfrontációs stratégiák
- specifikus nyitó stratégiák
- specifikus argumentációs stratégiák
- specifikus záró stratégiák

## A stratégiai manőverezéshez szükséges lépések
A manőverezés tervezésekor az alábbi paramétereket kell megvizsgálni: 
1. az elérendő eredmény
2. az út, ahogyan el akarjuk érni az eredményeket
3. a lehetséges megszorítások
4. a közös érdek, amely meghatározza a vita alakulását

A négy lépés olyan elhatározásokhoz vezet, melyekkel a vita adott pontjain a vitázó eldöntheti, hogy milyen stratégiát kövessen.

## A dialektikai és retorikai cél
A dialektikai és retorikai cél közti kapcsolatot Sara Greco Morasso így fogalmazta meg: „a stratégiai manőverezés fogalmát van Emeren és Houtlosser vezették be, a pragma-dialektikai modell vitába való beillesztéseként, amely lehetővé teszi, hogy a résztvevők számítsanak arra, hogy a vitázó felek személyes ügyükké teszik az ügy megnyerését (retorikai cél), amely, konkrét érvelő gyakorlatokban mindig együtt jár kötelezettségvállalásukkal az észszerűség standardjának fenntartására (dialektikai cél).”
A retorikai és dialektikai célok közti feszültség, különbség a vita négy szakasza során fejlődik. A stratégiai manőverezés ezt hivatott csökkenteni.
A vita négy szakasza:
1. Konfrontációs szakasz: a véleménykülönbség felszínre kerül, a vitázók azonosítják egymást.
2. Nyitó szakasz: a vitázók szerepei és elköteleződései nyilvánossá válnak. A vitatott állítások és ezek bizonytalanságai elhangzanak, amelyek lehetővé teszik a véleménykülönbség feloldását.
3. Érvelési szakasz: kritikai ellenvetések megtétele, ezek visszaverése vagy elfogadása.
4. Záró szakasz: egy vita zárulhat egyetértéssel, kompromisszummal, vagy egy harmadik személy (például döntőbíró, bíró) döntésével, végül a véleménykülönbség fennmaradása esetén sikertelenül.

## A stratégiai manőverezés két típusa
A stratégiai manőverezésnek két típusát különböztetjük meg. Ezek a dialektikus és taktikai manőverezések. A különbség a kettő között, hogy míg a dialektikai egy win-win szituációra törekszik, addig a taktikai esetében az egyik fél vagy a felek mindegyike úgy érzi, ha nem az ő álláspontja érvényesül, akkor veszített.
Dialektikus manőverezés: elsősorban csapatban jó kommunikációs stratégia. Az érdek a közös cél, a véleménykülönbség feloldása – amit e szerint csak közösen lehet elérni. A szabályokat a feleknek el kell fogadniuk, fontos a baráti együttműködés. A dialektikai manőverezés során a racionális érveket kell megfelelően alkalmazni, melyeknek az erőssége az elsődleges.
- szakirodalom, pragmatikai szabályok betartása
- érvek erőssége az elsődleges – hatás maximális
- racionális érveket megfelelően használni
- közös cél a felek érdeke – a véleménykülönbség feloldása, amit csak közösen lehet elérni
- csapatban ez a jó kommunikációs stratégia
- baráti kooperáció – elfogadom a szabályokat
- kevesebb energiát igényel és kevesebb a veszteség is – ezt érdemes gyakrabban használni.

A dialektikaival szemben a taktikai manőverezést lehet említeni, melyet leginkább talán a háborúhoz lehet hasonlítani. Az elv szerint győzni kell, vagy veszíteni fogok. A win-win szituáció a taktikai manőverezésnél nem lehetséges. A hatásosság kerül a középpontba, a felek inkább ezt a célt szeretnék elérni. Győzni akarnak, mindegy, hogy milyen áron – a véleménykülönbség feloldása nem fontos, ahogy az sem, hogy a vita végén jóban maradnak-e a felek. A taktikai manőverezést – éppen amiatt, hogy győzelem esetében is együtt járhat valamilyen mértékű veszteséggel – érdemes minél kevesebbszer használni. Abban az esetben, ha valaki mégis rászorul, fontos, hogy a választott eszközöket – szinte bármit – gátlástalanul használja, és ne hátráljon meg.
Taktikai manőverezés
- a hatásosság az erősség fölé emelkedik
- nem lényeg, hogy jóban maradnak-e a felek
- nem a véleménykülönbség feloldása a cél, hanem a győzni akarás
- el is mérgesedhet a helyzet
- használatát érdemes minimalizálni
- ritkán vagyunk rászorulva, de ha igen, gátlástalannak kell lenni, és minden eszközt be kell vetni
- akkor érdemes háborút kezdeményezni, ha van hozzá elég erőm

## Stratégiai manőverezéssel elkövetett érvelési hiba
Egy vitahelyzetben előforduló stratégiai manőverezés során az érvelő fél tartalmilag és előadás-technikailag a leghatásosabb módon adja elő érveit. Hogyha az erős érveket nem meggyőzően alkalmazza, akkor gyengíti álláspontját. Ugyanakkor érvelési hibát követ el, ha erősként állít be gyenge érveket, mivel így a racionális vita fő célját, a véleménykülönbség feloldását hátráltatja.